# سازگاری علف‌خوار به دفاع گیاه

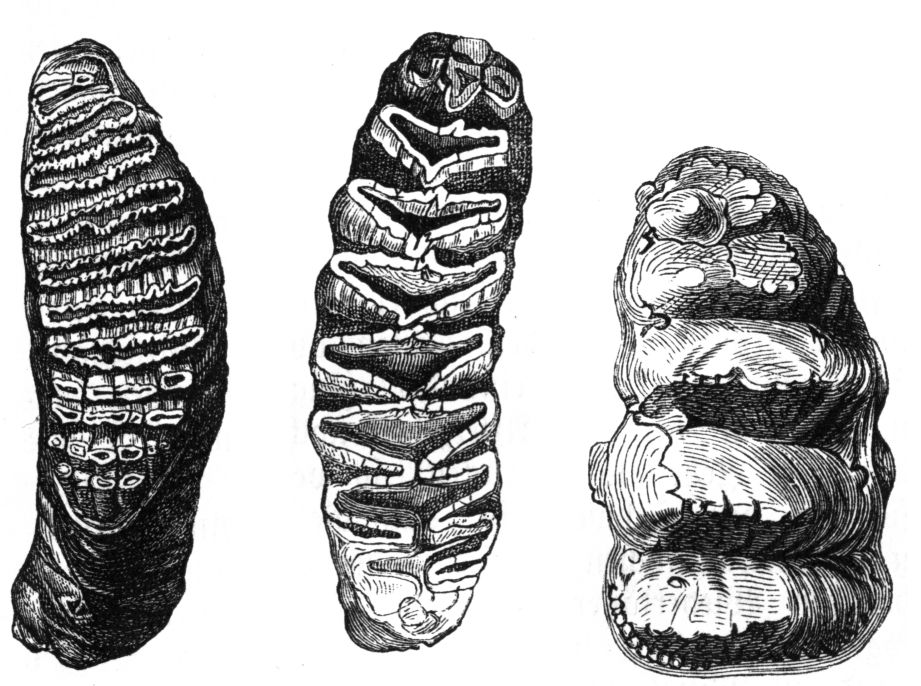
دندان‌های آسیای بزرگ در سه گونه فیل ترجیح تغذیه متفاوت آنها را نشان می‌دهد (فیل آسیایی، فیل آفریقاییو ماستودون)

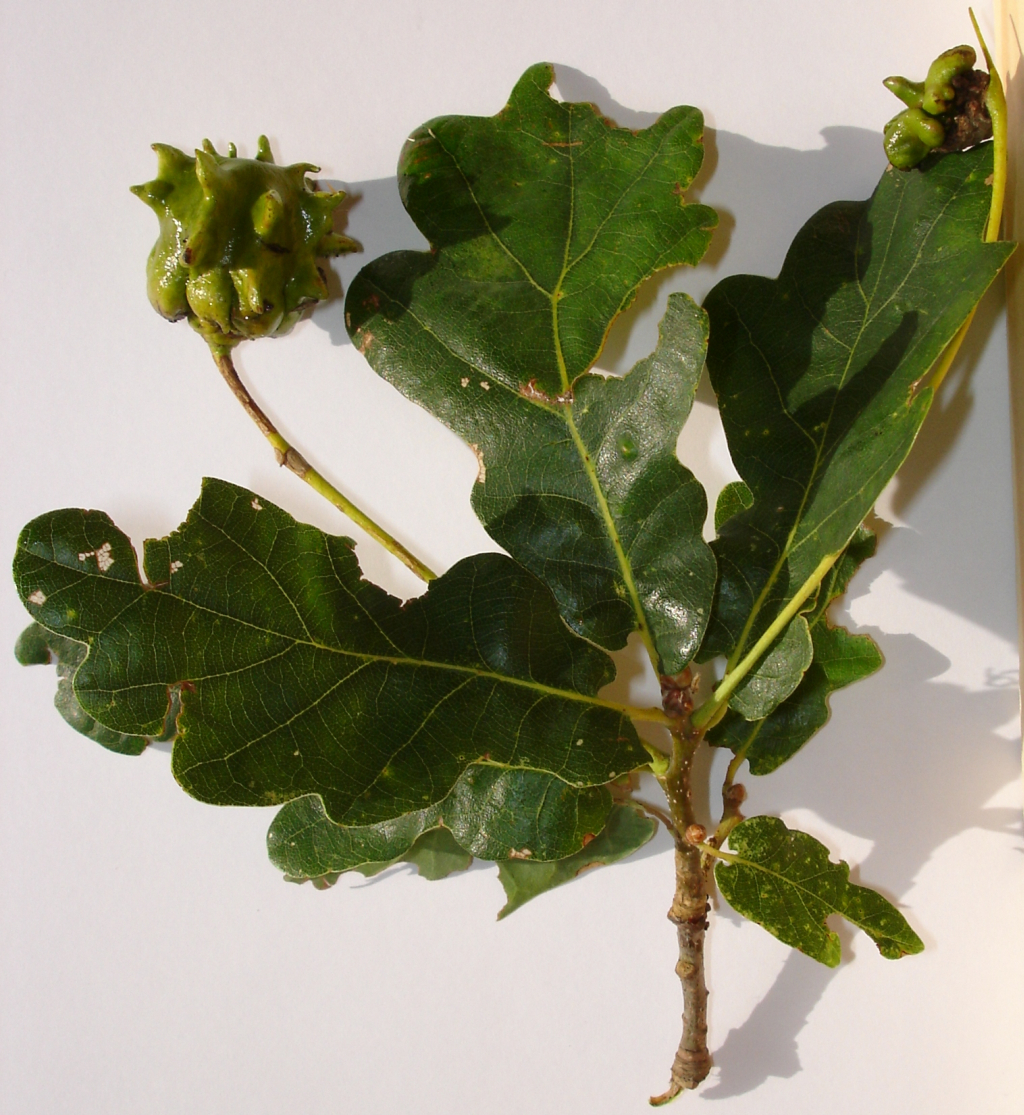
گال (بالا سمت چپ و راست) یک گال خراش که روی یک بلوط در شاخه درخت بلوط انگلیسی توسط زنبور گال‌زا بکرزا Andricus quercuscalicis تشکیل شده‌است.

علف‌خواران برای غذا به گیاهان وابسته هستند و با وجود تکامل زرادخانه متنوعی از دفاع گیاهی در برابر گیاهخواری، سازوکارهایی برای به دست آوردن این غذا ایجاد کرده‌اند. سازگاری گیاه‌خواران با دفاع گیاهی به «ویژگی‌های تهاجمی» تشبیه شده‌است و شامل آن صفاتی است که امکان افزایش تغذیه و استفاده از میزبان را فراهم می‌کند. از سوی دیگر، گیاهان با محدود کردن توانایی گیاه‌خواران برای خوردن آنها از منابع خود برای استفاده در رشد و تولیدمثل محافظت می‌کنند. روابط بین گیاه‌خواران و گیاهان میزبان آنها اغلب منجر به تغییر تکاملی متقابل می‌شود. هنگامی که یک گیاه‌خوار، گیاهی را می‌خورد، گیاهانی را انتخاب می‌کند که می‌توانند یک واکنش دفاعی ایجاد کنند، خواه این واکنش به صورت بیوشیمیایی یا فیزیکی ترکیب شود یا به عنوان یک ضد حمله القا شود. در مواردی که این رابطه «ویژگی» را نشان می‌دهد (تکامل هر صفت به دلیل دیگری است)، و «تقابل» (هر دو صفت باید تکامل یابند)، تصور می‌شود که گونه‌ها همزمان تکامل یافته‌اند. سازوکارهای فرار و واگرایی برای تکامل هم‌زمان، این ایده را ارائه می‌دهد که سازگاری در گیاه‌خواران و گیاهان میزبان آنها، نیروی محرکه گونه‌زایی بوده‌است. تکامل هم‌زمانی که بین گیاهان و گیاه‌خواران رخ می‌دهد و در نهایت منجر به گونه‌زایی هر دو می‌شود را می‌توان با فرضیه ملکه سرخ توضیح داد. این فرضیه بیان می‌کند که موفقیت و شکست رقابتی از طریق یادگیری سازمانی تکامل می‌یابند. عمل رویارویی یک موجود زنده با جاندار دیگر در نهایت منجر به افزایش عملکرد جاندار به دلیل انتخاب می‌شود. این افزایش در موفقیت رقابتی سپس جاندار رقیب را مجبور می‌کند تا عملکرد خود را از طریق انتخاب نیز افزایش دهد، بنابراین، یک «مسابقه تسلیحاتی» بین دو گونه ایجاد می‌شود. گیاه‌خواران به دلیل دفاع گیاهی تکامل می‌یابند زیرا گیاهان به دلیل موفقیت رقابتی گیاه‌خوار ابتدا باید عملکرد رقابتی خود را افزایش دهند.

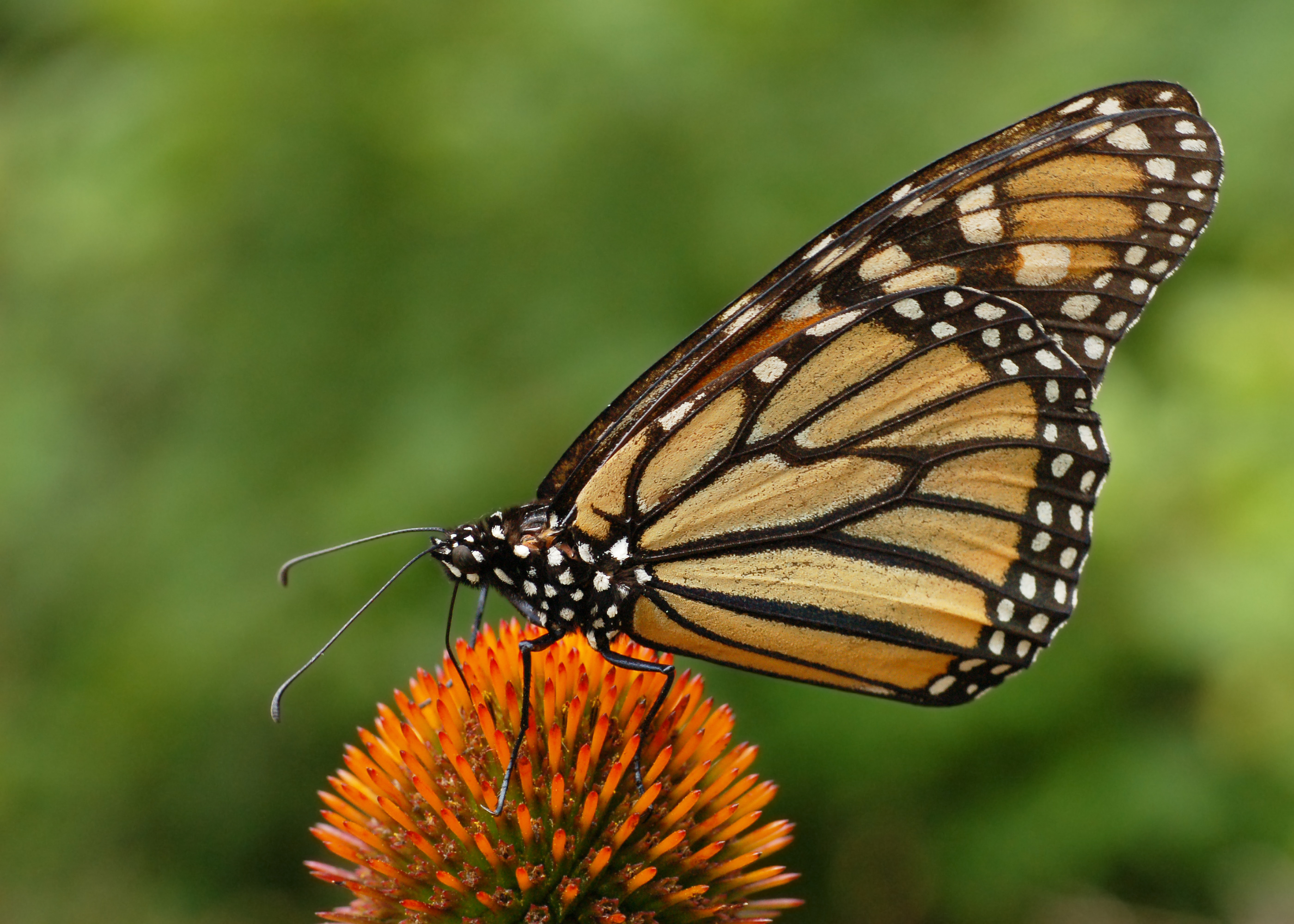
پروانه‌های شهریار از گیاهانی که به عنوان لارو از آنها تغذیه می‌کنند، سم به دست می‌آورند، ظاهر متمایز آنها برای هشدار به شکارچیان عمل می‌کند.